# Happy You
Happy You è un singolo del cantante lituano Aivaras Stepukonis, pubblicato nel 2002 ed estratto dall'album in studio Aivaras.
Il brano ha vinto Nacionalinis finalas 2002, guadagnando il diritto di rappresentare la Lituania all'Eurovision Song Contest 2002 a Tallinn. Qui Aivaras Stepukonis si è piazzato al 23º posto su 24 partecipanti con 12 punti totalizzati.

## Tracce
Testi e musiche di Aivaras Stepukonis.
1. Happy You – 2:56
2. Honey – 3:14
3. Rock Me, Lithuania (versione dance) – 3:33
4. Rock Me, Lithuania (versione oldies) – 4:50